# Imichet
Imichet ist der Name eines unterägyptischen Königs (Pharao) während der Prädynastik. Er ist nur durch eine Namensnennung auf dem Palermostein bekannt, es liegen bislang keine zeitgenössischen Belege für ihn vor. Nach ihm wird ein weiterer König erwähnt, dessen Eintrag allerdings zerstört ist. Imichets Name bedeutet wahrscheinlich „Der in der Götterschaft ist“.